# NGC 4565
NGC 4565 е спирална галактика, разположена на 30 до 50 милиона светлинни години от Земята и наблюдавана в съзвездието Косите на Вероника. Тя е ориентирана перпендикулярно на Млечния път и се намира почти точно над Северния галактически полюс. Наблюдавана е за пръв път през 1785 година от Уилям Хершел.